# Reiky de Valk
Reiky de Valk (Amsterdam, 5 maart 2000 – 24 september 2023) was een Nederlands acteur. 

## Biografie
De Valk groeide op in een kunstenaarsgezin – kind van een Nederlandse moeder en een vader van Somalisch-Vietnamese komaf – in De Pijp in Amsterdam. Hij ging tijdens zijn middelbareschooltijd naar de Amsterdamse Jeugdtheaterschool en had zijn acteerdebuut in de serie Skam NL.
Hij speelde onder meer in BNNVARA-dramaserie Dertigers, Hockeyvaders en de Nickelodeon-serie Hunter Street. Ook speelde De Valk de hoofdrol in de videoclip van het nummer De diepte, het lied waarmee S10 Nederland op het Eurovisiesongfestival 2022 vertegenwoordigde.
De Valk overleed op 23-jarige leeftijd als gevolg van zelfdoding.

## Filmografie

### Televisieseries
- 2023: Dertigers - Thomas (18 afleveringen)
- 2023: Panduloria - Schrijver (1 aflevering)
- 2023: Hockeyvaders - Yannick El Ghazi (7 afleveringen)
- 2022: Modern Love Amsterdam - Jack (1 aflevering)
- 2022: Oogappels - Jamiro (3 afleveringen)
- 2022: Oorlog-stories - Kees
- 2022: Flexe Gasten - Diego (1 aflevering)
- 2021: Follow de SOA - Jacob (8 afleveringen)
- 2021: Hunter Street - Josh (12 afleveringen)
- 2021: Onze Straat - Ilyas (1 aflevering)
- 2018–2019: Skam NL - Kes de Beus (18 afleveringen)

### Films
- 2022: #No_Filter - Tyler

### Korte films
- 2021: Onze Straat '20 - Neontetra
- 2021: De Ontmoeting - Jerry
- 2021: De Overkammer - Archie
- 2021: Voltooid Verleden Tijd - Florian